# Francisco Bravo
Francisco Bravo Bravo (ur. 2 października 1977 w Veracruz) – meksykański piłkarz występujący na pozycji napastnika.

## Kariera klubowa
Bravo pochodzi z miasta Veracruz i jest wychowankiem tamtejszego zespołu Tiburones Rojos de Veracruz. Do treningów seniorskiej drużyny został włączony jako osiemnastolatek przez szkoleniowca Guillermo Mendizábala i w meksykańskiej Primera División zadebiutował 11 sierpnia 1996 w przegranym 0:3 spotkaniu z Atlante. Nie potrafił sobie jednak wywalczyć miejsca w pierwszym składzie, nie wybiegając już na boisko ani razu i po kilku miesiącach odszedł do ekipy Puebla FC, w której barwach nie rozegrał żadnego spotkania ligowego. W 1999 roku odszedł do drugoligowego San Luis FC, a jego kolejnym klubem był Querétaro FC, także występujący w drugiej lidze meksykańskiej. Do pierwszej ligi powrócił w lipcu 2002, podpisując umowę z Club Celaya, gdzie spędził pół roku. Po sześciu miesiącach jego drużyna zmieniła nazwę na Colibríes de Morelos i właśnie dla tego zespołu Bravo strzelił premierowego gola w najwyższej klasie rozgrywkowej, 10 maja 2003 w przegranej 1:3 konfrontacji z Morelią. Na koniec sezonu 2002/2003 Colibríes spadli do drugiej ligi.
Latem 2003 Bravo przeszedł do drugoligowego CD Zacatepec, gdzie od razu został kluczowym zawodnikiem zespołu. W wiosennym sezonie Clausura 2004 zdobył tytuł króla strzelców drugiej ligi meksykańskiej z osiemnastoma golami na koncie, co zaowocowało transferem do swojego macierzystego Tiburones Rojos de Veracruz. Tam grał jednak sporadycznie i w lipcu 2006 odszedł do drużyny Tecos UAG z siedzibą w mieście Guadalajara, w której spędził za to pół roku, po czym powrócił do Veracruz. W sezonie 2007/2008 spadł z nim do Primera A i na tym poziomie rozgrywek reprezentował barwy klubu jeszcze przez trzy lata, zdobywając 21 ligowych bramek. W sezonie Apertura 2010 dotarł z zespołem do dwumeczu finałowego drugiej ligi, przegrywając w nim ostatecznie z Tijuaną. Profesjonalną karierę zakończył w wieku 34 lat.